# Ilmir Hazetdinov
Ilmir Hazetdinov, né le 28 octobre 1991 à Oulianovsk, est un sauteur à ski russe.

## Palmarès

### Jeux olympiques
| Épreuve / Édition | Sotchi 2014 |
| Petit tremplin    | 36e         |
| Grand tremplin    | 29e         |
| Par équipes       | 9e          |

### Championnats du monde
| Épreuve / Édition | Épreuve / Édition | Falun 2015 |
| Petit tremplin    | Petit tremplin    | 42e        |
| Grand tremplin    |                   |            |
| Par équipes       | Grand tremplin    | 7e         |
| Par équipes       | mixtes            | 6e         |

### Championnats du monde de vol à ski
| Épreuve / Édition | Épreuve / Édition | Kulm 2016 |
| Individuel        | Individuel        | 32e       |
| Par équipes       | Par équipes       | 8e        |

### Championnats du monde junior
| Épreuve / Édition | Tarvisio 2007 | Zakopane 2008 | Štrbské Pleso 2009 | Hinterzarten 2010 | Otepää 2011 |
| Individuel        | 36e           | 35e           | 60e                | 49e               | 37e         |
| Par équipes       | 10e           | 11e           | 15e                | 8e                | -           |

### Coupe du monde
Il prend part à sa première épreuve de Coupe du monde à Lahti en mars 2012. Il marque ses premiers points en Coupe du monde en novembre 2014 à Lillehammer.

#### Différents classements en Coupe du monde
| Année     | Classement général final |
| 2014-2015 | 57e                      |
| 2015-2016 | 54e                      |

### Grand Prix
- 1 podium.

### Universiades
- Médaille d'or par équipe en 2015.
- Médaille d'argent en individuel en 2015.